# Joaquín Andrés Blanco
Joaquín Blanco (Argentina, 23 de julio de 1980) es un político argentino y Licenciado en Economía egresado de la Universidad Nacional de Rosario, integrante del Partido Socialista de Argentina. Actualmente, es diputado de la Provincia de Santa Fe, cargo que ocupa desde 2015 y para el que fue reelecto en 2019 y 2023. Es el presidente del bloque socialista en la Cámara de Diputados de la Provincia de Santa Fe, que integra el interbloque de Unidos Para Cambiar Santa Fe. En 2024, fue electo como Secretario General del Partido Socialista Federación Santa Fe. Fue electo como Convencional Constituyente por la lista de Unidos que integró junto al gobernador Maximiliano Pullaro.
Blanco fue impulsor, junto al bloque socialista, del proyecto que luego se convirtió en la Ley de Necesidad de Reforma Constitucional, posibilitando que Santa Fe pueda iniciar un proceso constituyente luego de 63 años. También, junto a la bancada socialista, presentaron el proyecto que consagró la Reforma a la Ley Orgánica del Poder Judicial, aprobada el 14 de noviembre de 2024
También promovió distintas iniciativas relacionadas al sector productivo y social de la provincia, de las cuales muchas se convirtieron en ley como la Ley de Promoción de la Industria de Vehículos Eléctricos, Ley de Empresas Recuperadas, Ley de Cannabis Medicinal, la Ley de Buenas Prácticas Agropecuarias y la Ley de Protección de Derechos de las Personas Mayores. 
Además, ocupó distintos cargos ejecutivos en la Provincia de Santa Fe durante los gobiernos de Hermes Binner (2007-2011 como Director de Políticas de la Juventud) y Antonio Bonfatti (2011-2015 Secretario de Coordinación de Políticas Sociales del Ministerio Desarrollo Social).

## Biografía
Realizó sus estudios en la escuela Nº 60 “Mariano Moreno” de Rosario y los finalizó en la Escuela Enseñanza Media N° 411. En 1996 fue presidente del primer Centro de Estudiantes de esa escuela secundaria, mismo año en que comenzó su militancia política en el Partido Socialista Popular (PSP), actual Partido Socialista (PS). 
Sus estudios universitarios fueron en la Facultad de Ciencias Económicas y Estadísticas de la Universidad Nacional de Rosario, donde se recibió como Licenciado en Economía. En su paso por la universidad pública, fue parte del Movimiento Nacional Reformista (MNR), en 2001 fue Secretario General del Centro de Estudiantes y en 2002 Consejero Directivo Estudiantil. 
Cuando Hermes Binner fue electo Diputado Nacional (2005/2007), integró el equipo legislativo que lo acompañó durante su paso por el Congreso de la Nación. En 2007, cuando Binner asumió como Gobernador de Santa Fe, fue designado como el primer Director de Políticas de Juventud de la Provincia. Durante su gestión, se creó el Gabinete Joven mediante el cual se llevaron adelante políticas transversales e innovadoras destinadas a la promoción de la participación en los jóvenes.
El Gabinete Joven impulsó importantes programas de política pública, tales como: el Ingenia, Medio Boleto Estudiantil, Raíces, Empleo Joven, entre otros, además de promover y acompañar la formación de áreas específicas sobre juventudes, a través de la Red de Municipios y Comunas para la planificación y gestión de políticas. En 2010 se puso en marcha el Plan Santa Fe Joven.
En 2011, durante la gobernación de Antonio Bonfatti (2011/2015) fue designado como Secretario de Coordinación de Políticas Sociales del Ministerio de Desarrollo Social. Con la idea de consolidar un enfoque de derechos en las políticas públicas, se promovió el Plan de Igualdad de Oportunidades y Derechos (PIOD), la construcción de la primera Casa de Amparo provincial para víctimas de violencia de género, el Primer Consejo Provincial de Adultos Mayores, la Red de Instituciones que trabajan con Adolescentes, y el fortalecimiento del sistema de protección de derechos de niños, niñas y adolescentes. 
Representó a la provincia de Santa Fe como miembro del Consejo Federal de Juventud y posterior del Consejo Federal de Niñez. 
En 2015 fue electo diputado provincial por el Frente Progresista Cívico y Social, banca que renovó en 2019 cuando formó parte de la lista encabezada por Miguel LIfschitz. En 2023, fue nuevamente electo diputado por el frente Unidos para Cambiar Santa Fe. En su tarea como legislador, Blanco fue impulsor de distintas iniciativas relacionadas al sector productivo y social de la provincia.
Actualmente, es presidente de la Comisión de Asuntos Laborales, Gremiales y de Previsión de la Cámara de Diputados y Diputadas de Santa Fe.

## Proyectos convertidos en ley
| Declaración de Necesidad de la Reforma Constitucional (Ley Nº 14.384)                                         |
| Reforma a la Ley Orgánica del Poder Judicial (Ley Nº 14.264)                                                  |
| Promoción y Protección Integral de las Personas Mayores (Ley Nº 14.231)                                       |
| Protección y Apoyo a las Empresas Recuperadas por los Trabajadores (Ley Nº 13.710)                            |
| Regulación de la Actividad de Venta Directa (Ley Nº 13.905)                                                   |
| Fomento y Promoción a la Industrialización de Vehículos Eléctricos y de Energías Alternativas (Ley Nº 13.781) |
| Buenas Prácticas Agrícolas (Ley Nº 14.366)                                                                    |
| Régimen de Promoción de los Clubes de Barrio y de Pueblo (Adhesión a la Ley nacional Nº 27.098)               |

## Proyectos impulsados
| Promoción del Sistema Provincial de Seguros Agropecuarios para la Sustentabilidad Productiva |
| Reactivación de la Refinería San Lorenzo para la producción de biocombustible para aviones   |
| Derecho a la intimidad                                                                       |
| Promoción de productos locales y regionales en grandes superficies comerciales               |

## Actividad partidaria
Desde el año 2008 que integra la Junta Ejecutiva Provincial y desde 2011 es Congresal Nacional del Partido Socialista. En 2011 fue Secretario General de la Juventud Socialista de Argentina. Y en 2014 fue elegido Presidente del Congreso Nacional del Partido Socialista. En 2024 fue elegido como Secretario General de la Federación Santa Fe, sucediendo a Enrique Estevez.